# Tarassiwka (Ochtyrka)
Tarassiwka (ukrainisch Тарасівка; russisch Тарасовка Tarassowka) ist ein Dorf im Süden der ukrainischen Oblast Sumy mit etwa 600 Einwohnern (2016).
Das 1663 gegründete Dorf liegt auf 119 m Höhe am Ufer der hier mäandrierenden Worsklyzja, einem 101 km langen, rechten Nebenfluss der Worskla, 18 km nordwestlich vom Rajonzentrum Welyka Pyssariwka und 75 km südöstlich vom Oblastzentrum Sumy.
Südlich vom Dorf verläuft die Territorialstraße Т–19–23, die östlich vom Dorf auf die Regionalstraße Р–45 trifft.
Am 12. Juni 2020 wurde das Dorf ein Teil der neugegründeten Siedlungsgemeinde Welyka Pyssariwka, bis dahin bildete es die gleichnamige Landgemeinde Tarassiwka (Тарасівська сільська рада/Tarassiwska silska rada) im Norden des Rajons Welyka Pyssariwka.
Am 17. Juli 2020 kam es im Zuge einer großen Rajonsreform zum Anschluss des Rajonsgebietes an den Rajon Ochtyrka.